# Охота на дикие грузовики
«Охо́та на ди́кие грузовики́» (авторское название «Те́хник Большо́го Ки́ева») — роман Владимира Васильева в жанре технофэнтези; включался также в цикл «Большой Киев». Опубликован в 1998 году, в 2000—2020 годах несколько раз переиздавался, переведён на литовский, чешский и украинский языки.
Одобрение читателей и критиков вызвала концепция авторского мира, в котором фэнтезийные расы (кратко- и долгоживущие люди, орки, гномы, эльфы, и прочие) пользуются высокоразвитыми технологиями уровня конца XX века, однако машины и вся инфраструктура существует отдельно и размножаются самостоятельно. Откуда берётся электричество в сетях, топливо для транспорта и продукты в магазинах — неизвестно, все разумные живые существа воспринимают это как само собой разумеющееся. Почти вся поверхность Земли занята городами, действие происходит в Большом Киеве, который занимает практически всю Украину (Львов, Николаев, Харьков и Донецк — его районы). Государств давно не существует, даже их названия заменились именами крупнейших городов; заметно сдвинулись и границы; последняя война произошла за пятьсот лет до начала действия. Задачей живых является поимка и приручение технических устройств, компьютерных программ и прочего. Специалисты такого рода именуются «техниками», имея разные навыки. Люди, способные самостоятельно строить механизмы и полностью их контролировать, живут в единственном месте в мире — на острове Крым в Чёрном море. Герои романа стремятся попасть на остров, несмотря на то, что появление построенных людьми механизмов приведёт к смерти старого мира.
В критических обзорах роману была единогласно вынесена отрицательная оценка за непроработанность фантастического мира, низкий литературный уровень повествования и невнятный финал, который можно истолковать как призыв к геноциду и безудержной внешней экспансии.

## Фантастический мир. Фабула

### Фантастический мир
Фантастический мир романа живой в буквальном смысле этого слова — здесь жилые дома, автомобили, поезда, компьютеры, пистолеты и телефоны не производятся, а растут сами собой в огромных городах, которые покрывают практически всю сушу. Откуда берётся электричество в сетях (собственно, электричество именуется в этом мире «техникой»), продукты в магазинах, как сами собой ремонтируются дома — неизвестно, и все разумные живые существа воспринимают это как само собой разумеющееся. Восточная Европа покрыта двумя крупнейшими агломерациями — Большим Киевом и Большой Москвой. Львов, Донецк, Харьков и Николаев являются районами Большого Киева. Населяющие этот мир расы (люди, эльфы, гномы, вирги, орки, хольфинги) лишь с бо́льшим или меньшим успехом пользуются живой техникой. В особом почёте Техники — специалисты по поимке и приручению диких грузовиков, поездов, компьютерных программ, горнопроходческой техники, и тому подобного. Никакой научно-технический прогресс в этом мире невозможен, да и технических устройств намного больше, чем имеется живых существ.

### Сюжет
Названия глав даны по именам высочайших гор мира от Гуальятири до Чогори и Сагарматхи.
Главный герой — молодой техник Пард Замариппа — прибывает из Николаева в самый центр Большого Киева. Его задача — обратить на себя внимание главного Техника Большого Киева, о личности которого и месте пребывания ничего не известно. Друг Парда гоблин Гонзо владеет великой тайной этого мира — на острове Крым, расположенном посреди Чёрного моря, технику не выращивают, а изготовляют сознательно. Однако в присутствии искусственных, изготовленных человеческими руками приспособлений, живые механизмы мгновенно умирают и становятся нефункциональными. Пард входит в команду охотника за дикими грузовиками — вирга по прозвищу Вольво. Зарекомендовав себя, он отправляется с компанией разных рас на поезде в Николаев, чтобы попытаться достигнуть Крыма. На поезд, в котором едет команда, совершено нападение: Вольво заявляет, что это сама техника ополчилась против живых. Во время странствий Пард влюбляется в девушку Инси, которая считается секретаршей Вольво, но каким-то образом связана с Техником Большого Киева. Пережив множество приключений, команда попадает на борт неприрученного броненосца, который блуждает по Чёрному морю. После того, как все добрались до Крыма (захватив катер «Аксёнов»), выясняется, что Инси и есть Техник (и дочь Техника), которая осознаёт, что мир застыл в своём развитии, и обречён на гибель. Несмотря на кажущуюся молодость, возрастом она не уступит гномам и оркам, поскольку является представительницей нового вида людей — лонгеров, долгоживущих. Поскольку она забеременела от Парда, он тоже относится к этому виду, более того, Инси избрала его как единственного кандидата на роль нового Техника. В финале герои садятся в боевой вертолёт и летят к центру Большого Киева, созерцая, как под ними гаснут огни, символизирующие бездушную систему независимой от человека техники.

### Реминисценциив романе
В романе сильны отсылки к фольклору, бытовавшему в 1990-е годы в кругу общения автора. Именно в этой среде появился персонаж Юрий Семецкий (но он не упоминается в данном тексте). В романе «Охота на дикие грузовики» действует давний знакомый Парда — чёрный орк Вася по прозвищу «Секс». Кличка его не поясняется никак: «Ощущение остаётся странное: автор будто захлопывает дверь у читателя перед носом. Мол ты книжку читай, а Вася — мой». В реальности прототип этого персонажа торговал эротической литературой.
В романе присутствуют элементы альтернативной географии. Сам Владимир Васильев считал пионером этого субжанра в русской литературе Василия Аксёнова, прямые ссылки на роман которого «Остров Крым» представлены в «Охоте на дикие грузовики». В мире Большого Киева Крым отодвинут на 60 миль к югу от черноморского побережья; подобного рода штудиями будущий писатель развлекался ещё в старших классах школы. В оффлайн-интервью 2004 года В. Васильев утверждал, что события последующих новелл цикла «Ведьмак из Большого Киева» разворачиваются намного позже, поскольку «революция (крымский передел) по какой-то причине провалилась и самоуправляемые машины снова распространились по всему Большому Киеву».

## Критическое восприятие. Литературные особенности
В рецензии на первое издание романа 1998 года писатель и критик Виталий Каплан отметил, что читатель получит «много-много стрельбы, пива и компьютерных заморочек». Однако это лишь декорум, в котором ставятся серьёзные мировоззренческие вопросы. «Жизнь — прекрасная и яростная, травяная и звёздная, смешная и жестокая — богаче любых схем. Быть может, роман Васильева — именно об этом».
Дмитрий Рудаков в своём обзоре подошёл к роману намного критичнее. В частности, он отмечал многочисленные языковые огрехи: «роман ничего бы не потерял, если бы множественное число существительного „шофера́“ звучало как „шофёры“. По меньшей мере — в авторской речи». Недовольство критика вызвал авторский термин «живые» для обозначения любых представителей местных разумных рас: «чтобы досконально разработать органичную терминологию для мира, где место науки занимает магия, требуется большая и серьёзная работа… Механическая контекстуальная замена куда проще и осуществляется значительно быстрее». Динамику сюжету обеспечивает путешествие главных героев на остров Крым, параллельно которому разворачивается иная интрига — кто именно является Техником Большого Киева, специалистом по обращению с любыми механическими сущностями? Д. Рудаков сетовал, что главный герой, неделями работая с девушкой Инси, с которой у него начался роман, так и не задался вопросом, почему Техник постоянно в курсе всех событий, всё видит и всё знает. В целом, критик крайне низко оценивает писательское дарование В. Васильева.
Обозреватель электронного журнала научной фантастики и фэнтези «Активная органика» П. Макаров назвал целевой аудиторией романа ценителей «американских видеофильмов: дикие междугородние грузовики, остановка поезда с последующей перестрелкой, банда рокеров-мотоциклистов, многочисленные лазанья по подвалам — всё это очень узнаваемо». Сюжет при этом признан стандартным и «утомительным», а также «неуклюжим», хотя и соответствующим канонам боевика. Главным недостатком романа критик назвал непроработанность фантастического мира, когда крохотный остров Крым в состоянии самостоятельно построить и содержать единственный на планете военный флот и наладить серийный выпуск транспортных и боевых вертолётов. Серьёзный тон описаний полностью обесценивает весь сюжет: «HЕ МОГ Крым в полной изоляции на голом месте произвести научно-техническую революцию». Спасти повествование, по мысли П. Макарова, мог только нестандартный ход, возможный пример которого сам же и предложил: всё происходящее явилось итогом изощрённой интриги Техника Большого Крыма, который заманил на свою территорию Техника Большого Киева. Критик отметил, что в Крыму отсутствуют фэнтезийные расы и обитают только люди; очевидно, что Большой Киев ожидает «крымизация», то есть зачистка территории для новых господ. «Hе знаю, что хотел сказать Васильев, когда писал „Диких грузовиков…“. Есть у меня мнение, что совсем не это. И что обидно — у Васильева были все шансы выпустить пусть не шедевр — но вещь вполне читабельную. <…> Hо вот вышло… Жалко».
Виталий Каплан написал объёмное послесловие для издания цикла о Большом Киеве, осуществлённом в 2004 году. Он заявил, что в жанровом отношении «Техник Большого Киева» не относится к фэнтези, даже и с авторским определением «овердрайв». Причиной была творческая неудача: у Владимира Васильева не получилось органично заменить меч-кладенец на автомат Калашникова, «а наливное яблочко на хрустальном блюдечке — мерцающим экраном ноутбука». По мнению В. Каплана, хороший роман в жанре фэнтези должен последовательно выдерживать средневековые реалии при полном сохранении средневековой психологии. Однако никакого средневековья в Большом Киеве и Большой Москве нет, мир вполне техногенный, мельком упоминаются президенты, и все живые существа — люди и нелюди — продукт постиндустриальной цивилизации. Нет магии как таковой и любых сверхъестественных сущностей.
Пард Замариппа, как и его друзья разных рас, — типичные пассионарии. Относительно уютный и тёплый мир — последняя война в нём произошла пятьсот лет назад, — их не устраивает. Однако идея, положенная писателем в основу романной конструкции, именуется В. Капланом «дурно усвоенной диалектикой»:

«Жизнь — это вечное движение». Кто бы спорил… Только почему вечное движение понимается именно как научно-технический прогресс? Да, в том мире его, прогресса, нет. Почти нигде. Но где доказательства, что умирает искусство, гибнет творчество, нивелируются человеческие отношения? В романе «культурная составляющая» цивилизации практически не представлена.
По мысли Каплана, герои романа вступая в борьбу, решают некую метафизическую задачу. Замкнутая сама на себя, независимая от «живых», технология Большого Киева превратилась в Систему, наделённую особым разумом. Единственная цель Системы — сохранить себя в неизменности. Краткоживущие (по меркам гномов и эльфов) люди созданы Вселенной как орудие прогресса, оружие в метафизической войне Естественного с Искусственным. Побуждения главных персонажей — сугубо героические, поскольку они готовы пожертвовать не только собой, но и своими сородичами и расами в целом. Пард (как и его автор) совершает важнейшую ошибку: отрицая политику, он «влезает в неё по уши», действуя на пользу таинственным властям острова Крыма, возжаждавшим мирового господства. На этом острове нет иных, кроме людей, рас, видимо, долгоживущие были уничтожены как не разделявшие идеи быстрого прогресса. Смерть живой техники в мировом масштабе означает поистине вселенский объём строительства: «И ведь с нуля придётся начинать, лопатами котлованы рыть. Правильно! Вот туда их всех, недовольных нелюдей! Проблема долгоживущих решается легко и изящно. Десяток-другой лет — и на земле станет просторно». Пард, не имея собственных убеждений, становится заложником чужих. «Сколько таких вот Пардов в пыльных шлемах полегло в бесчисленных боях, приближая всеобщее принудительное счастье… И дело их жило и побеждало».

## Издания и переводы
- Васильев В. Н. Охота на дикие грузовики, или Техник Большого Киева / Оформ. художника А. Дубовика. — М. : АСТ, 1998. — 491 с. — (Звёздный лабиринт. ЗЛ). — 10 000 экз. — ISBN 5-237-00412-1.
- Васильев В. Охота на дикие грузовики / Илл. на обложке А. Дубовика. — М., 2000. — 432 с. — (Звёздный лабиринт). — Также рассказы: «Ведьмак из Большого Киева»; «Долг, честь и taimas». — 5000 экз. — ISBN 5-17-002776-1.
- Васильев В. Техник Большого Киева. Фэнтези-овердрайв // Ведьмак из Большого Киева. — М. : АСТ, Люкс, 2004. — С. 5—384. — 720 с. — (Библиотека фантастики). — 3000 экз. — ISBN 5-17-025532-2.
- Васильев В. Охота на дикие грузовики // Ведьмак из Большого Киева: Сб.. — М. : АСТ; Ермак, 2004. — С. 5—347. — 686 с. — (Звёздный лабиринт: коллекция). — Послесл.: В. Каплан. Отражение в неправильном зеркале. — 10 000 экз. — ISBN 5-17-019176-6.
- Васильев В. Техник Большого Киева. — М. : T8 RUGRAM, 2020. — 466 с. — (Большой Киев). — ISBN 978-5-517-01039-1.
- Vladimir Vasiljev. Laukinių sunkvežimių medžioklė :  [лит.] / Vertėjas N. Jakubauskaitė. — Kaunas : Eridanas, 2005. — 317 s. — (Pasaulinės fantastikos aukso fondas). — ISBN 9955101164.
- Володимир Васильєв. Технік Великого Києва :  [укр.]. — Київ : Зелений пес, Гамазин, 2005. — 512 с. — (Алфізика). — Переводчик не указан. — ISBN 966-365-00-44.
- Vladimir Vasiljev. Technik Velkého Kyjeva :  [чеш.] / Překlad Konstantin Šindelář. — Praha : Argo, Triton, 2014. — 408 s. — ISBN 978-80-7387-111-6.